# Ochodontia
Ochodontia là một chi bướm đêm thuộc họ Geometridae.